# Corynura prothysteres
Corynura prothysteres är en biart som först beskrevs av Joseph Vachal 1904.  Corynura prothysteres ingår i släktet Corynura och familjen vägbin. Inga underarter finns listade i Catalogue of Life.